# Бланкенбург (Унструт-Гайніх)
Бланкенбург (нім. Blankenburg) — громада в Німеччині, розташована в землі Тюрингія. Входить до складу району Унструт-Гайніх. Складова частина об'єднання громад Бад-Теннштедт.
Площа — 7,14 км2. Населення становить 156 ос. (станом на 31 грудня 2021).

## Галерея

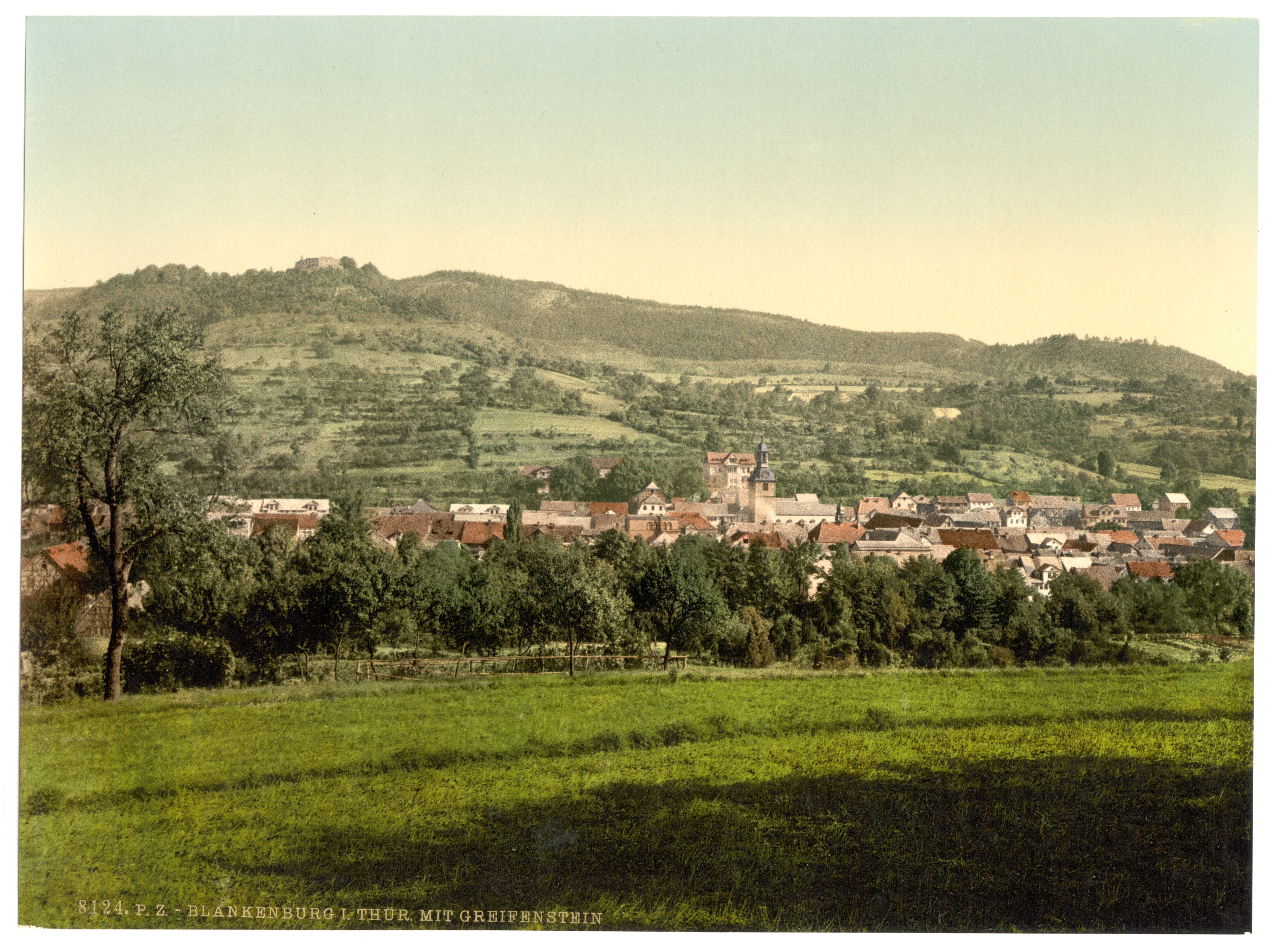